# Yesterday (filme de 2019)
Yesterday (bra: Yesterday ou Yesterday - A Trilha do Sucesso; mesmo título em Portugal)  é um filme de comédia romântica britânica de 2019, dirigido por Danny Boyle e escrito por Richard Curtis. O filme é estrelado por Himesh Patel como um músico que após um acidente se torna a única pessoa que se lembra dos Beatles; ele então se torna famoso levando crédito por escrever e tocar suas músicas. Lily James, Ed Sheeran e Kate McKinnon também estrelam.
O projeto foi anunciado em março de 2018 e as filmagens começaram no mês seguinte em torno da Inglaterra, particularmente em Suffolk. A fotografia também aconteceu no estádio de Wembley, no Millennium Stadium e em Los Angeles. Conseguir os direitos de incluir a música dos Beatles custou aos cineastas US$ 10 milhões e, embora nenhum membro da banda estivesse envolvido na produção, Boyle recebeu bênçãos deles e de suas famílias.
Yesterday teve sua estreia mundial no Festival de Cinema de Tribeca em 4 de maio de 2019, e foi lançado no Reino Unido em 28 de junho de 2019, pela Universal Pictures e foi lançado no Brasil no dia 29 de agosto de 2019. O filme recebeu críticas mistas dos críticos, com elogios à premissa, performances, tom claro e sequências musicais, mas críticas à familiaridade e simplicidade. Ele recebeu uma resposta mais favorável do público entrevistado pelo CinemaScore e PostTrak

## Enredo
Jack Malik é um cantor e compositor de Lowestoft. Sua gerente e amiga de infância Ellie Appleton o encoraja a não desistir de seus sonhos. Depois que Jack é atropelado por um ônibus durante um apagão global, ele canta "Yesterday" para seus amigos e descobre que nunca ouviram falar dos Beatles. Depois de perceber que o mundo não se lembra mais da banda, Jack começa a tocar suas músicas, passando-as como se fossem suas.
Ellie fala para Jack gravar uma demo com um produtor musical local. Após uma apresentação na televisão local, Jack é convidado pelo astro pop Ed Sheeran para atuar como seu ato de abertura em Moscou. Ellie se recusa a acompanhá-lo, dizendo que ela deve trabalhar em seu dia de trabalho como professor, então Rocky, amigo de Jack, viaja com ele em vez disso. Após o show, Sheeran desafia Jack para um duelo de composição; ele perde para "The Long and Winding Road", de Jack. Em Los Angeles, a implacável agente de Sheeran, Debra Hammer, o assina em sua gravadora e engenheiros sua ascensão à fama global.
Na festa de despedida de Jack, Ellie confessa que sempre foi apaixonada por ele. Na esperança de acionar memórias de mais músicas dos Beatles, Jack vai à sua cidade natal de Liverpool, visitando pontos de referência como Strawberry Field, Penny Lane e o túmulo de Eleanor Rigby. Ellie se junta a ele em Liverpool, e eles passam uma noite bêbados e beijam, mas Ellie diz que não está interessada em uma noite. Na manhã seguinte, Jack e Rocky perseguem Ellie até a estação de trem, onde ela exige que Jack escolha entre ela e sua carreira. Jack retorna a Los Angeles com o coração partido.
A gravadora se prepara para lançar o álbum de estreia de Jack. Os produtores rejeitam seus títulos sugeridos, retirados dos discos dos Beatles, e nomeiam o álbum One Man Only, empurrando seu talento. Jack convence-os a lançar o álbum com um concerto no telhado em Gorleston. Nos bastidores, dois fãs se aproximam dele e dizem que eles sabem que ele plagiou as músicas, mas agradeça a ele, temendo que a música fosse embora para sempre. Eles lhe dão o endereço de John Lennon, que sobreviveu até a velhice, fora dos holofotes públicos. Jack pergunta a Lennon se ele levou uma vida bem-sucedida; Lennon responde que ele viveu feliz com sua esposa. Ele aconselha Jack a perseguir o que ele ama e sempre contar a verdade.
Sheeran organiza Jack para se apresentar no estádio de Wembley. Jack confessa para a plateia que ele plagiou a música e que ele ama Ellie, e Rocky fez o envio das músicas para a internet, sabotando o lançamento do álbum. Jack e Ellie se casam e têm uma família juntos, e Jack se torna um professor de música.

## Elenco
- Himesh Patel como Jack Malik
- Lily James como Ellie Appleton
- Kate McKinnon como Debra Hammer
- Ed Sheeran como ele mesmo
- Lamorne Morris como Stephen
- Sophia Di Martino como Carol
- Joel Fry como Rocky
- Ellise Chappell como Lucy
- Harry Michell como Nick
- Camille Chen como Wendy
- Alexander Arnold como Gavin
- James Corden como ele mesmo
- Sanjeev Bhaskar como Jed Malik
- Meera Syal como Sheila Malik
- Karl Theobald como Terry
- Michael Kiwanuka como ele mesmo
- Robert Carlyle como John Lennon[8]
- Karma Sood como Jack Malik (jovem)

### Dublagem brasileira
- Estúdio de dublagem: Delart[9]
- Direção de dublagem: Andrea Murucci[9]

Elenco
- Renan Freitas como Jack[9]
- Natali Pazete como Ellie[9]
- Reginaldo Primo como Rocky[9]
- Angélica Borges como Debra[9]
- Sabrina Miragaia como Carol[9]
- Márcia Morelli como Sheila[9]
- Paulo Bernardo como Jed[9]
- Gustavo Pereira como Gavin[9]
- Raphael Rossatto como Ed Sheeran[9]
- Guilherme Briggs como James Corden[9]
- Paulo Vignolo como Nick[9]
- Marcos Souza como Hans[9]
- Aline Guioli como Lucy[9]
- Élida L'Astorina como Liz[9]
- Eduardo Dascar como Leo[9]
- Sergio Stern como Terry[9]
- Alfredo Martins como Brian[9]

Vozes adicionais: Ana Helena de Freitas, Arthur Santos, Erick Andreas, Hélio Ribeiro, Lella Ganimi, Marcelle Bretas, Marco Ribeiro, Marize Motta, Nando Sierpe, Rapha Carestiato, Thiago Fagundes, Andrea Murucci, Camila Maia, Fernanda Ribeiro, Izabel Lira, Leonardo Serrano,
Marco Antônio Costa, Mariana Dondi, Milton Parisi, Pablo Argôllo, Ricardo Schnetzer, Yago Machado.

## Produção
O filme começou como um roteiro original chamado Cover Version, do escritor Jack Barth e do ator-roteirista e diretor Mackenzie Crook, com Crook pretendendo dirigir o filme. Alguns anos depois, após Crook ter desistido devido a outros compromissos, a história foi lançada ao roteirista e diretor Richard Curtis, que adorou a ideia, mas queria escrever seu próprio roteiro para ela. Enquanto na versão cover, o protagonista alcança apenas um sucesso moderado com as canções dos Beatles, o personagem principal de Curtis torna-se o cantor e compositor mais célebre do mundo. Curtis também mudou o foco para a história de amor entre as pistas masculina e feminina.
Em março de 2018, o diretor Danny Boyle e o escritor Richard Curtis foram anunciados para formar uma comédia musical que será ambientada nos anos 1960 ou 1970 e centrada em "um músico que acha que ele é a única pessoa capaz de lembrar os Beatles" com Himesh Patel fez o papel principal. O papel de apoio de Ed Sheeran foi originalmente destinado a Chris Martin, que recusou. Para o papel principal, Patel foi selecionado dentre os muitos atores que fizeram o teste, com Boyle convencido de que Patel era a escolha certa depois de ouvi-lo tocar "Yesterday" e "Back in the U.S.S.R." durante as audições. Boyle sentiu que a voz de Patel tinha alma; Sheeran concordou. Além de atuar, as músicas cover dos Beatles no filme são cantadas por Patel, que também toca violão e piano.
Mais tarde naquele mês, Lily James e Kate McKinnon se juntaram ao elenco. Boyle fez questão de informar os membros sobreviventes e viúvas da banda sobre o filme e recebeu uma resposta "adorável" de Ringo. Em abril de 2018, Ed Sheeran se juntou ao elenco e potencialmente também escreveria novas músicas para o filme, que também incluiria músicas dos Beatles. Sheeran foi confirmado para estrelar no final daquele mês com Ana de Armas e Lamorne Morris se juntando ao elenco. Em maio de 2018, Sophia Di Martino, Joel Fry e Harry Michell se juntaram ao elenco.
As filmagens começaram em 21 de abril de 2018, com produção no Reino Unido começando em 26 de abril de 2018, com cenas filmadas em Suffolk em Halesworth, Dunwich, Shingle Street, Latitude Festival e Clacton-on-Sea ,Essex. Uma chamada de elenco foi emitida para extras em cenas noturnas filmadas imediatamente após os quatro concertos consecutivos de Sheeran no Estádio do Principado em Cardiff, País de Gales, em maio de 2018. Outros 5.000 extras também foram recrutados para aparecer em cenas filmadas em Gorleston Beach, em Norfolk, em junho de 2018. O estádio de Wembley também foi usado para filmar uma cena de concerto.
Em fevereiro de 2019, foi anunciado que o título do filme seria Yesterday. Estima-se que custou cerca de US$ 10 milhões para obter os direitos de as músicas dos Beatles serem apresentadas no filme, com os direitos de suas músicas serem mantidos pela Apple Records e pela Sony/ATV Music Publishing. Cenas com de Armas, que representaram outro interesse amoroso por Jack, foram cortadas quando as audiências de teste sentiram que isso tornava Jack menos compreensivo.

## Músicas que aparecem no filme
As seguintes dezesseis canções dos Beatles são apresentadas no filme:
- "Yesterday"
- "Let It Be"
- "I Want to Hold Your Hand"
- "Something"
- "Hey Jude"
- "I Saw Her Standing There"
- "Carry That Weight"
- "Here Comes the Sun"
- "The Long and Winding Road"
- "Help!
- "She Loves You"
- "A Hard Day's Night
- "In My Life"
- "Back in the U.S.S.R."
- "All You Need Is Love"
- "Ob-La-Di, Ob-La-Da"

## Lançamento
O filme foi inicialmente definido para ser lançado em 13 de setembro de 2019, mas foi transferido para 28 de junho desse ano. Teve sua estréia mundial no Festival de Cinema de Tribeca em 4 de maio de 2019. A estréia local do filme ocorreu no cinema Gorleston Palace em 21 de junho de 2019.

### Marketing
O primeiro trailer oficial do filme foi lançado em 12 de fevereiro de 2019.
O trailer do filme fez comparações com vários outros trabalhos que lidam com uma premissa ou temas semelhantes, incluindo o filme britânico Blinded by the Light (2019), o mangá japonês de 2011 Boku wa Beatles (僕はビートルズ, "Nós Somos os Beatles") por Tetsuo Fujii e Kaiji Kawaguchi, a comédia britânica dos anos 90 Goodnight Sweetheart, o filme francês Jean-Philippe (2006), o romance gráfico francês Yesterday (2011) de David Blot e Jérémie Royer, e o audio play de Doctor Who de 1963: Fanfarra para os Homens Comuns (2013) de Eddie Robson. Em julho de 2019, Danny Boyle disse que não tinha conhecimento de nenhum trabalho anterior que tivesse uma premissa similar quando leu o roteiro, mas só recentemente ficou sabendo de um filme francês e uma comédia britânica com uma premissa similar.

## Recepção

### Bilheteria
Yesterday arrecadou US$ 73,2 milhões nos Estados Unidos e no Canadá, e US$ 70,9 milhões em outros territórios, para um total mundial de US$ 144,1 milhões.
Nos Estados Unidos e no Canadá, o filme faturou entre US$ 10 e US$ 15 milhões em 2.603 cinemas em seu fim de semana de abertura. O filme faturou US$ 6,1 milhões em seu primeiro dia, incluindo US$ 1,25 milhão das prévias da noite de quinta-feira. As audiências do primeiro dia consistiram principalmente de pessoas com mais de 25 anos (78%) e a maioria era do sexo feminino (54%) e etnia caucasiana (65%). Acabou estreando para US$ 17 milhões, terminando em terceiro lugar atrás de Toy Story 4 e Annabelle Comes Home. Em seu segundo fim de semana, o filme ganhou US$ 10,7 milhões, novamente terminando em terceiro (atrás de Spider-Man: Far From Home e Toy Story 4), em seguida, arrecadou US$ 6,8 milhões em seu terceiro fim de semana, caindo para o quinto lugar.
Em outros territórios, o filme arrecadou para US$ 7,8 milhões, incluindo US$ 2,8 milhões no Reino Unido (onde terminou em segundo atrás de Toy Story 4) e US$ 2,5 milhões na Austrália.

### Crítica
No site agregador de críticas Rotten Tomatoes, o filme detém uma classificação de aprovação de 60% com base em 206 avaliações, com uma classificação média de 6,38 / 10. O consenso crítico do site diz: "Yesterday pode ficar aquém do esperado, mas o resultado final ainda é uma fantasia docemente encantadora com uma intrigante - embora um pouco subexplorada - premissa". No Metacritic, o filme tem uma pontuação média ponderada de 55 em 100, com base em 37 críticos, indicando "revisões mistas ou médias". As audiências pesquisadas pelo CinemaScore deram ao filme um grau médio de "A−" em uma escala A+ a F, enquanto as do PostTrak deram uma pontuação geral positiva de 87% e uma 63% "recomendação definitiva".
Peter Bradshaw, do The Guardian, deu ao filme quatro de cinco estrelas, escrevendo "embora este filme possa ser um tanto piegas e incerto quanto ao desenvolvimento da narrativa, o entusiasmo e a alegria de filhotes convocados por Curtis e Boyle o levam adiante". Robbie Collin também respondeu positivamente em sua resenha para o The Daily Telegraph, dizendo que o filme "reagrupa em grande estilo um final belamente julgado e surpreendentemente comovente, que deve muito à química de Patel e James". Owen Gleiberman, da Variety, enquanto isso, estava menos entusiasmado, alegando que o filme tinha pouca alma e chamando-o de "rom-com papel de parede com a grandeza dos Beatles".